# Питоме поглинання енергії
Питоме поглинання енергії (ППЕ), англ. Specific energy absorption (SEA) є ключовим параметром у матеріалознавстві та інженерії, особливо для проєктування ударостійкості, що відображає кількість енергії, поглиненої матеріалом на одиницю його маси. Зазвичай він вимірюється в кілоджоулях на кілограм (кДж/кг). Вищий ППЕ вказує на більшу здатність матеріалу поглинати енергію удару, що робить його бажаною властивістю для таких застосувань, як системи безпеки транспортних засобів.